# Marc Janko
Marc Janko (Viena, 25 de junho de 1983) é um futebolista austríaco que atuava como atacante. Atualmente encontra-se aposentado.
Marc Janko é filho de Eva Janko, que conquistou uma medalha de bronze nos Jogos Olímpicos de 1968 disputados na Cidade do México, competindo como arremessadora de dados.

## Clubes

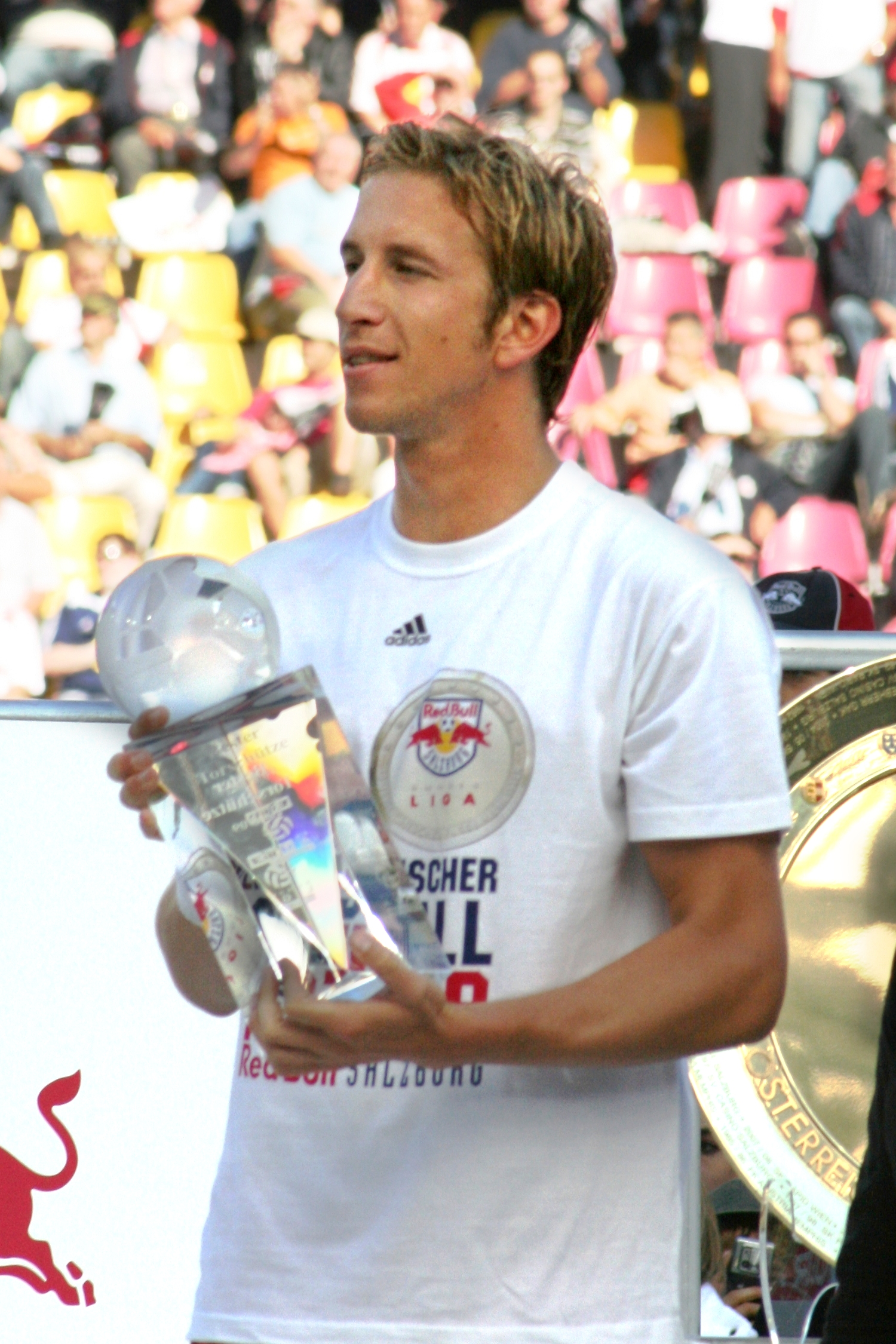
Marc ao receber o prêmio de artilheiro da Bundesliga austríaca, em 2009.

Janko iniciou sua carreira nas categorias de base do tradicional Admira Wacker Mödling, onde permaneceu durante quinze anos, sendo dois como profissional. Na equipe principal, apesar de seu inicio tardio, teve boas participações, apesar de limitadas. Mesmo assim, o Red Bull Salzburg demonstrou interesse na revelação, o contratando logo em seguida. Logo em sua temporada de estreia, marcou onze vezes em dez partidas.
Viveu uma de suas melhores temporadas na equipe durante 2008-09, quando conseguiu marcar impressionantes 39 gols, apenas na liga nacional. Tendo marcado cinco vezes nas duas primeiras partidas, acabou quebrando em meados da temporada o recorde de Oliver Bierhoff de mais gols marcados durante uma temporada. No final, além de seus trinta e nove tentos, em trinta e quatro partidas, também distribuiu nove assistências, terminando ainda, como campeão nacional. Também renovou em 30 de janeiro de 2009 seu contrato com a equipe, alongando até 2013.
Após defender durante as últimas cinco temporadas o Salzburg, Janko se transferiu em 21 de junho de 2010 para o futebol neerlandês, indo defender o Twente, que acabara de conquistar o seu primeiro título do campeonato neerlandês. Os valores da negociação não foram revelados, mas são especulados em torno de quatro a sete milhões de euros por um contrato de quatro temporadas.
Após um início fraco no futebol neerlandês, onde marcou no campeonato apenas oito vezes em 17 partidas, Janko acabaria despontando no início de 2011, quando marcou seis vezes em apenas duas partidas. A primeira, contra o Heracles Almelo, marcou quatro na vitória por 5 x 0 e, na segunda, marcou outros dois na vitória sobre o Groningen por 2 x 1.
Conquistou seu primeiro título pelo Twente em 8 de maio de 2011, quando sua equipe venceu a Copa dos Países Baixos sobre o Ajax. Após sair perdendo por 2 x 0, o Twente conseguiu o empate e virou com um tento de Janko aos doze minutos do segundo tempo da prorrogação.
Mesmo tendo vencido o Ajax na final da Copa dos Países Baixos, o Twente não teve a mesma sorte no campeonato. Tendo chegado a última rodada na liderança, estando o Ajax em segundo dois pontos atrás, as duas equipes se enfrentaram na rodada decisiva e mesmo com a vantagem na tabela, o Twente perdeu a partida por 3 x 1, e consequentemente o bicampeonato neerlandês. Marc, apesar de não ter mantido suas atuações do início do campeonato, terminou como artilheiro da equipe no campeonato, com catorze tentos.[carece de fontes?]
As duas equipes voltariam a se enfrentar novamente na disputa da Supercopa dos Países Baixos. Mesmo sua equipe tendo atuado durante quase toda a partida com um a menos, terminou campeã ao vencer o Ajax por 2 x 1, tendo Janko marcado o primeiro gol da partida aos 21 minutos, de pênalti. Antes da final da supercopa, sua equipe já havia disputado uma partida na fase classificatória da Liga dos Campeões da UEFA, tendo Marc marcado os dois tentos (sendo o primeiro de pênalti) da vitória sobre o Vaslui. Já na estreia do neerlandês, marcou o tento, de pênalti, da vitória sobre o NAC Breda por 1 x 0.[carece de fontes?]
Foi anunciada sua transferência para o Porto em 30 de janeiro de 2012. Os valores da negociação não foram revelados, mas de acordo com a imprensa portuguesa, ficou em torno de três milhões de euros. Sua passagem, entretanto, durou apenas até o término da temporada, tendo disputando apenas doze partidas e marcando cinco gols no período, conquistando o título português. Deixou o Porto em 28 de agosto, quando foi anunciado pelo Trabzonspor, que pagou 2,4 milhões de euros por um contrato de três temporadas. Após uma temporada fraca no clube turco, marcando apenas dois gols, Janko transferiu-se, em 2014, para a equipe australiana Sydney F.C.. Obteve o vice-campeonato australiano na temporada 2014-15 e foi o artilheiro da competição com 16 gols. Em sua página no Twitter, Janko anunciou que seu contrato com o Sydney F.C. não seria renovado devido à dificuldades em conciliar os jogos da liga australiana com os da seleção da Áustria. A notícia foi confirmada pelo site oficial do Sydney F.C. Transferiu-se para o clube suíço FC Basel pelo qual conquistou a Super Liga Suíça na temporada 2015-16.

### Seleção nacional

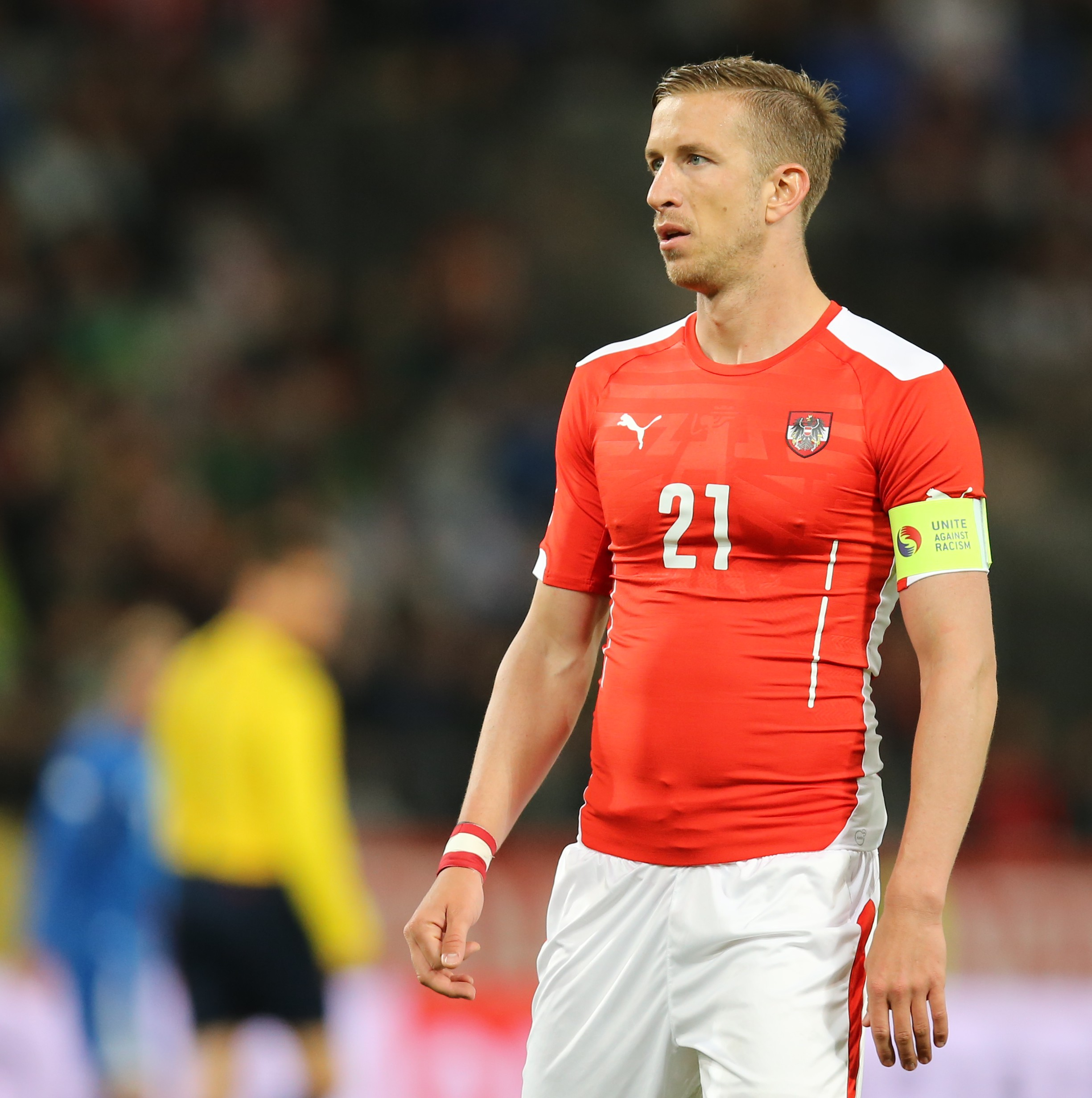
Marc Janko durante a partida da Áustria contra a Islândia em 2014

Sua estreia na equipe da Áustria aconteceu na partida contra a Croácia, em maio de 2006. Porém, apesar de suas boas aparições no Salzburg, acabou ficando de fora da Eurocopa de 2008, quando Josef Hickersberger o deixou de fora da lista de convocados, por Janko ser reserva em sua equipe. Após a saída do mesmo, acabou virando figura certa na lista de convocações, e, posteriormente, também se tornaria o capitão da equipe.
Após a demissão do treinador Dietmar Constantini, o qual não vinha convocando Janko para as últimas partidas da Áustria, Marc marcou duas vezes (quebrando um jejum que durava há dois anos) na primeira partida sem o treinador, garantindo a vitória sobre o Azerbaijão por 4 x 1, pelas eliminatórias da Euro 2012.

## Títulos
Red Bull Salzburg
- Campeonato Austríaco: 2006–07, 2008–09, 2009–10

 Twente
- Copa dos Países Baixos: 2010–11
- Supercopa dos Países Baixos: 2011

 Porto
- Primeira Liga: 2011–12

 FC Basel
- Super Liga Suíça: 2015-16

## Artilharia
Red Bull Salzburg
- Melhor marcador do Campeonato Austríaco: 39 gols (2008–09)

 Sydney FC
- Melhor marcador do Campeonato Australiano: 16 gols (2014–15)

## Prêmios individuais
- Futebolista Austríaco do Ano: 2008